# Aviónica
Designa-se por aviónica (português europeu) ou aviônica (português brasileiro) toda a electrónica a bordo dos aviões. O termo provém de AVIation electrONICS (electrónica da aviação). Neste grupo de equipamento incluem-se os sistemas de navegação e comunicação, Piloto automático, e os sistemas de controlo de voo. Também são incluídos, por vezes, alguns sistemas electrónicos a bordo não directamente relacionados com a pilotagem, como sistemas de vídeo para passageiros.